# Gare de Susami
 (décembre 2023).
Si vous disposez d'ouvrages ou d'articles de référence ou si vous connaissez des sites web de qualité traitant du thème abordé ici, merci de compléter l'article en donnant les références utiles à sa vérifiabilité et en les liant à la section « Notes et références ».
 (décembre 2023).
La gare de Susami (周参見駅, Susami-eki) est une gare ferroviaire de la ligne principale Kisei. Elle est située sur le territoire de la ville de Susami, dans le district de Nishimuro, préfecture de Wakayama, au Japon. 
Ouverte en 1936, elle est gérée par la West Japan Railway Company.

## Situation ferroviaire
La Gare de Susami est située sur la ligne principale Kisei, à 254 kilomètres du terminus de la ligne à la gare de Kameyama et à 73,8 kilomètres de la gare de Shingū.

## Histoire
La gare de Susami est mise en service le 30 octobre 1936. À la suite de la privatisation de Japan National Railways (JNR) le 1er avril 1987, la gare passe sous l'égide de la West Japan Railway Company.
En 2019, le transit de la gare est en moyenne de 115 voyageurs montants chaque jour

## Service des voyageurs

### Accueil
Halte voyageur sans personnel, la gare dispose d'un quai central et d'un quai latéral reliés au bâtiment voyageurs par un passage de niveau. Un côté du quai central (plateforme 2) n'est pas utilisé.

### Desserte
| 1, 3 | ■Ligne principale Kisei | vers Kii-Tanabe et Wakayama |  |
| 1, 3 | ■Ligne principale Kisei | vers Kushimoto et Shingū    |  |